# Kang Seung-yoon
Kang Seung-yoon (hangul: 강승윤; hanja: 姜昇潤; rr: Gang Seung-yun; MR: Kang Sŭng-yun; nascido em 21 de janeiro de 1994), mais conhecido pelo seu nome artístico Yoon é um cantor, compositor, ator e produtor musical sul-coreano. É popularmente conhecida por ser integrante do grupo masculino Winner formado em 2013 pela YG Entertainment através do programa de sobrevivência "WIN: Who is Next?". Em 2010, ele participou do reality "Superstar K2" e terminou em quarto lugar. Em janeiro de 2011, ele se tornou um trainee sob a YG Entertainment  e passou a estrear como artista solo em julho de 2013. Seung-yoon é também um idol conhecido por ser o primeiro membro mais novo da história a se tornar líder de um grupo.

## Vida e carreira

### Início da vida
Kang Seung-yoon nasceu em Busan, Coreia do Sul, em 21 de janeiro de 1994. Ele aprendeu a tocar guitarra na oitava série. Quando ele estava em seu último ano de escola secundária, ele tomou aulas de guitarra clássica e billiards, passando a se tornar o representante regional de billiards.

### 2010-2012: Início da carreira,Superstar K2eHigh Kick
Em 2010, Seungyoon foi um concorrente no concurso de canto da TV "Superstar K2" da Mnet. Ele terminou em quarto lugar, tendo lançado dois singles, "I'll Write You a Letter" e "Instinctively". "I'll Write You a Letter" atingiu o número #24  no Gaon Chart, após o lançamento no álbum Superstar K2: Top 6 (My Story), enquanto "Instinctively" se tornou número #1 na Coréia  e uma das 100 melhores músicas do ano. Foi lançado como um single digital mais tarde no álbum de compilação "Superstar K2 Up to 11". Ele também lançou "Life is Tab" junto com outros três concorrentes para promover o Samsung Galaxy Tab.
Após o sucesso inicial com a Superstar K2, o CEO Yang Hyun-suk assinou Kang para a YG Entertainment em 12 de janeiro de 2011. Kang também lançou um single, "You Are Heaven", para a trilha sonora do drama coreano "Midas".
Seungyoon se formou na Busan High School of Arts com especialização em guitarra clássica em 2012. Naquele ano, ele apareceu na comédia "High Kick: Revenge of the Short Legged" da MBC. Seu papel era um jovem com um forte sotaque sul-coreano que chega em Seul sonhando em se tornar o presidente. A série foi exibida de 19 de setembro de 2011 a 29 de março de 2012.

### 2013–presente: Debut solo, debut com WINNER e Carreira de ator
Em 20 de junho de 2013, Yang Hyun-suk anunciou na YG Life que Seungyoon estrearia como artista solo com o single "Wild and Young", composto por Teddy Park. Em 15 de julho, foi anunciado que a estréia de Seungyoon seria adiada e, no dia seguinte, outro single de seu próximo mini-album intitulado "It Rains" foi lançado em vez disso. "It Rains" alcançou um all-kill e ficou em #1 nos nove principais charts em tempo real na Coréia. Seungyoon agradeceu a YG family e seus fãs por seu apoio. Em 31 de julho, "Wild and Young" foi lançado  com mais duas faixas-título para serem promovidas em agosto e setembro. As promoções ao vivo do single começaram em 4 de agosto no Inkigayo.
Em 14 de agosto, o segundo single "Stealer" de Seungyoon foi lançado. O video musical, estrelado pela atriz Yoon Jin-yi, foi "filmado secretamente" e lançado sem promoções para não interromper as promoções de "Wild and Young".
Seungyoon então participou do programa de realidade de sobrevivência "WIN: Who Is Next?". O programa envolveria duas equipes de trainees da YG (A e B) que competirão uns contra os outros pela possibilidade de estrear no final da série. No sétimo episódio de WIN: Who Is Next, Seungyoon substituiu o músico Mino como líder do "Team A". Em 25 de outubro, anunciou-se que a team A ganhou o reality e estrearia como Winner. O grupo fez a abertura da turnê do BIGBANG intitulada Japan Dome Tour, que começou em 15 de novembro e winner fez seu debut oficial em 15 de agosto de 2014.
Em 2015, Seungyoon apareceu como líder masculino no web drama We Broke Up, juntamente com sua companheira de gravadora Sandara Park. O drama de 10 episódios foi exibido de 29 de junho a 17 de julho via Naver TV Cast. Ele então fez uma aparição em The Producers da KBS2, juntamente com Sandara e Jisoo do BLACKPINK.
Em novembro de 2016, foi anunciado que Seungyoon estará estrelando o web drama "Love for a Thousand More" junto com seu colega de grupo Jinwoo. O web drama é uma produção conjunta da CJ E&M, YG Entertainment e YGKPlus. No mesmo mês, ele se juntou ao elenco do show de variedades da SBS "Flower Crew", como hospedeiro regular.
Em 20 de junho de 2023, Seungyoon ingressou oficialmente no instituto de treinamento militar para receber treinamento militar básico e servirá no exército como soldado ativo.

## Discografia

### Singles
| Ano                                                                                   | Título                           | Melhores posições nas paradas | Vendas          | Álbum                                        |
| Ano                                                                                   | Título                           | KOR Gaon                      | Vendas          | Álbum                                        |
| ------------------------------------------------------------------------------------- | -------------------------------- | ----------------------------- | --------------- | -------------------------------------------- |
| 2010                                                                                  | "I'll Write You a Letter"        | 24                            | - KOR: –        | Top 6 (My Story)                             |
| 2010                                                                                  | "Instinctively"                  | 1                             | - KOR: –        | Up to 11                                     |
| 2011                                                                                  | "You Are Heaven"                 | 10                            | - KOR: –        | Midas OST                                    |
| 2011                                                                                  | "Have You Ever Fallen in Love"   | —                             | - KOR: –        | Non-album release                            |
| 2012                                                                                  | "Smile, My Love" (with Lee Juck) | —                             | - KOR: –        | High Kick 3 OST                              |
| 2013                                                                                  | "It Rains"                       | 1                             | - KOR: 646,766+ | Non-album releases                           |
| 2013                                                                                  | "Wild and Young"                 | 18                            | - KOR: 126,500+ | Non-album releases                           |
| 2013                                                                                  | "Stealer"                        | 9                             | - KOR: 229,988+ | Non-album releases                           |
| 2014                                                                                  | "Wild Boy" (com Mino)            | 25                            | - KOR: 50,128+  | March 2014 Monthly Project by Yoon Jong Shin |
| 2015                                                                                  | "0+1"                            | —                             | Unreleased      | We Broke Up OST                              |
| 2015                                                                                  | "Two of Us" (com Sandara Park)   | —                             | Unreleased      | We Broke Up OST                              |
| 2015                                                                                  | "We Broke Up" (com Sandara Park) | —                             | Unreleased      | We Broke Up OST                              |
| 2016                                                                                  | "Don't Forget"                   | —                             | Unreleased      | Half-Moon Friends OST                        |
| 2016                                                                                  | "You"                            | 89                            | - KOR: 20,684+  | Love for a Thousand More OST                 |
| 2020                                                                                  | "Can you hear me "               | --                            |                 | Kairos OST                                   |
| "—" Indica que itens que não foram lançados nesse país ou que não foram apresentados. |                                  |                               |                 |                                              |

### Créditos de produção
| Ano  | Álbum                           | Canção                    | Letra da música | Letra da música                         | Música                           | Música                                             |
| Ano  | Álbum                           | Canção                    | Creditado       | Com                                     | Creditado                        | Com                                                |
| ---- | ------------------------------- | ------------------------- | --------------- | --------------------------------------- | -------------------------------- | -------------------------------------------------- |
| 2010 | Top 6 (My Story)                | "I'll Write You a Letter" | Sim             |                                         |                                  |                                                    |
| 2013 | FINALE BATTLE (WHO IS NEXT:WIN) | "Just Another Boy"        |                 | Sim                                     | Song Min-ho, Nam Tae-hyun, Teddy |                                                    |
| 2013 | FINALE BATTLE (WHO IS NEXT:WIN) | "Go Up"                   | Sim             | Song Min-ho, Lee Seung-hoon             | Sim                              |                                                    |
| 2014 | 2014 S/S                        | "Color Ring"              | Sim             | Song Min-ho, Lee Seung-hoon             | Sim                              | Ham Seung-chun, Kang Wook-jin, Jo Sung-hwak, Dee.P |
| 2014 | 2014 S/S                        | "Love Is a Lie"           |                 | Sim                                     | Song Min-ho, The Fliptones       |                                                    |
| 2014 | 2014 S/S                        | "Different"               | Sim             | Song Min-ho, Lee Seung-hoon             | Sim                              | Song Min-ho                                        |
| 2014 | 2014 S/S                        | "Smile Again"             | Sim             | Song Min-ho, Lee Seung-hoon             | Sim                              | Song Min-ho, Dee.P                                 |
| 2015 | We Broke Up OST                 | "0+1"                     | Sim             | Sim                                     |                                  |                                                    |
| 2015 | We Broke Up OST                 | "Two of Us"               | Sim             |                                         |                                  |                                                    |
| 2015 | We Broke Up OST                 | "Today"                   | Sim             |                                         |                                  |                                                    |
| 2015 | We Broke Up OST                 | "We Broke Up"             | Sim             | Sim                                     | Ham Seung-chun, Kang Wook-jin    |                                                    |
| 2016 | Exit : E                        | "Immature"                | Sim             | Song Min-ho, Lee Seung-hoon             | Sim                              | Kang Wook-jin                                      |
| 2017 | Fate Number For                 | "Really Really"           | Sim             | Song Min-ho, Lee Seung-hoon             | Sim                              | Kang Wook-jin, Song Min-ho                         |
| 2017 | Fate Number For                 | "Fool"                    | Sim             | Sim                                     | Airplay                          |                                                    |
| 2017 | Our Twenty For                  | "Love Me Love Me"         | Sim             | Song Min-ho, Lee Seung-hoon             | Sim                              | Future Bounce, Song Min-ho                         |
| 2017 | Our Twenty For                  | "Island"                  | Sim             | Bekuh Boom, Song Min-ho, Lee Seung-hoon | Sim                              | Bekuh Boom, Future Bounce                          |

## Filmografia

### Televisão

#### Drama
| Ano       | Título                   | Rede(s)       | Função       | Notas                                    |
| --------- | ------------------------ | ------------- | ------------ | ---------------------------------------- |
| 2011-2012 | High Kick 3              | MBC           | Ele mesmo    | Papel de apoio                           |
| 2015      | We Broke Up              | Naver TV Cast | Ji Won-young | Papel principal; Web-drama               |
| 2015      | The Producers            | KBS           | Ele mesmo    | Breve aparição (Episódios 4, 5, 10 e 12) |
| 2016      | Love for a Thousand More | Naver TV Cast | Yoo Jun-woo  | Papel principal; Web-drama               |
| 2016      | Love for a Thousand More | OnStyle       | Yoo Jun-woo  | Papel principal; Web-drama               |
| 2017      | Prison Playbook          | TvN           | Jean Valjean | Papel de apoio                           |
| 2020      | Kairos                   | MBC           | Im Geon-Wook | Papel de apoio                           |
| 2021      | Voice 4                  | TvN           | Han Woo-Joo  | Papel de apoio                           |

#### Reality
| Ano  | Título              | Função         | Rede(s) | Notas                                     |
| ---- | ------------------- | -------------- | ------- | ----------------------------------------- |
| 2010 | Superstar K2        | Concorrente    | Mnet    | Ficou em 4º no geral                      |
| 2013 | WIN: Who Is Next?   | Concorrente    | Mnet    | A sobrevivência show, Um membro da Equipe |
| 2014 | Winner TV           | Elenco regular | Mnet    |                                           |
| 2016 | Half-Moon Friends   | Elenco regular | JTBC    |                                           |
| 2016 | The Collaboration   | Concorrente    | Tencent | Episódios 1-5                             |
| 2016 | The Collaboration   | Concorrente    | SBS MTV | Episódios 1-5                             |
| 2016 | Flower Crew         | Regular MC     | SBS     | Episódio 13-29                            |
| 2017 | King of Mask Singer | Concorrente    | MBC     | Episódio 109                              |

### Vídeos musicais
| Ano  | Título                          | Artista                                         | Comprimento | Notas  | Ref. |
| ---- | ------------------------------- | ----------------------------------------------- | ----------- | ------ | ---- |
| 2011 | "Life Is Tab (Dance Ver.)""     | Kang Seung-yoon                                 | 2:04        | [ 22 ] |      |
| 2011 | "Have You Ever Fallen in Love?" | Kang Seung-yoon                                 | 3:47        | [ 22 ] |      |
| 2012 | "Fanta Idol Commercial"         | Lee Kwang-soo com Kang Seung-yoon, Baek Jin-hee | 3:48        | [ 22 ] |      |
| 2013 | "Wild and Young"                | Kang Seung-yoon                                 | 3:52        | [ 23 ] |      |
| 2013 | "Stealer"                       | Kang Seung-yoon                                 | 3:48        | [ 24 ] |      |

## Prêmios e indicações
| Ano  | Prêmio                          | Categoria                     | Destinatário    | Resultado |
| ---- | ------------------------------- | ----------------------------- | --------------- | --------- |
| 2010 | Cyworld Digital Music Awards    | Rookie of the Month (October) | Kang Seung-yoon | Venceu    |
| 2010 | Gaon Chart 2010 Year-End Awards | Rookie of the Year            | Kang Seung-yoon | Venceu    |
| 2013 | MelOn Music Awards              | Music Style Award：Best Rock  | "It Rains"      |           |
| 2013 | Seoul Music Awards              | Rookies Award                 | Kang Seung-yoon |           |
| 2015 | K-Web Fest Awards               | Best Male Actor: We Broke Up  | Kang Seung-yoon | Venceu    |